# Badmotorfinger
Badmotorfinger es el tercer álbum de la banda Soundgarden, que salió a la venta el 8 de octubre de 1991, bajo el sello discográfico A&M Records. El álbum fue nominado a los premios Grammy de 1991 en la categoría de "mejor representación de metal". Fue catalogado por la revista Guitar World en el puesto 45 de su lista de los "100 mejores álbumes de rock de todos los tiempos".

## Lista de canciones
1. "Rusty Cage" (Chris Cornell) - 4:26
2. "Outshined" (Cornell) - 5:11
3. "Slaves & Bulldozers" (Cornell, Ben Shepherd) - 6:56
4. "Jesus Christ Pose" (Matt Cameron, Cornell, Shepherd, Kim Thayil) - 5:51
5. "Face Pollution" (Cornell, Thayil) - 2:24
6. "Somewhere" (Shepherd) - 4:21
7. "Searching with My Good Eye Closed" (Cornell) - 6:31
8. "Room a Thousand Years Wide" (Cameron, Thayil) - 4:06
9. "Mind Riot" (Cornell) - 4:49
10. "Drawing Flies" (Cameron, Cornell) - 2:25
11. "Holy Water" (Cornell) - 5:07
12. "New Damage" (Cornell, Thayil) - 5:40

## SOMMS
El álbum se reeditó en edición limitada en 1992 junto con el EP Satanoscillatemymetallicsonatas o, abreviado, SOMMS. El nombre del EP es palíndromo, es decir, se lee igual de izquierda a derecha que de derecha a izquierda. El EP contiene una canción original de Soundgarden, tres covers y una canción en directo del grupo:
1. "Into The Void (Sealth)" (Black Sabbath)
2. "Girl U Want" (Devo)
3. "Stray Cat Blues" (The Rolling Stones)
4. "She's a Politician" (Cornell)
5. "Slaves & Bulldozers (Directo)" (Cornell, Shepherd)

## Curiosidades
- Rusty Cage fue versionada por Johnny Cash en su disco Unchained. Esta misma canción (la original de Soundgarden), aparece en el videojuego Grand Theft Auto: San Andreas y en el videojuego de 1995 de PC y Playstation Road Rash donde se suman Outshined y otros temas del disco posterior "Superunknown".
- El vídeo de la canción Jesus Christ Pose fue muy controvertido en su época debido a su contenido religioso, llegando a censurarse en la MTV. La letra de Holy Water también suscitó polémicas por su temática religiosa.
- El álbum iba a ser lanzado el 24 de septiembre de 1991, pero por problemas de distribución la fecha se movió al 8 de octubre de 1991

## Rankings
| Año  | Ranking           | Posición |
| ---- | ----------------- | -------- |
| 1992 | Billboard Top 200 | 39       |

| Año  | Sencillo     | Ranking            | Posición |
| ---- | ------------ | ------------------ | -------- |
| 1992 | "Outshined"  | Modern Rock Tracks | 8        |
| 1992 | "Rusty Cage" | Modern Rock Tracks | 19       |

## Formación
- Chris Cornell - Voz y guitarra rítmica
- Kim Thayil - Guitarra líder
- Ben Shepherd - Bajo
- Matt Cameron - Batería

- Datos: Q507515